# Timofiej Barylnik
Timofiej Grigorjewicz Barylnik (ros. Тимофей Григорьевич Барыльник, ur. 1909 w Nowoworoncowce, zm. we wrześniu 1987 w Chersoniu) – radziecki polityk, członek KC KP(b)U/KPU (1952–1961), przewodniczący Komitetu Wykonawczego Chersońskiej Rady Obwodowej (1950–1963).
W 1927 ukończył technikum rolnicze, w latach 1929–1941 agronom i starszy agronom w stanicy maszynowo-traktorowej, główny agronom rejonowego oddziału rolniczego w obwodzie mikołajowskim. Od 1940 w WKP(b), w latach 1941–1946 w Armii Czerwonej, 1946–1947 główny agronom rejonowego oddziału rolniczego w obwodzie chersońskim, od marca 1947 do grudnia 1948 sekretarz, a od grudnia 1948 do września 1950 I sekretarz rejonowego komitetu KP(b)U w obwodzie chersońskim, od września 1950 do stycznia 1963 przewodniczący Komitetu Wykonawczego Rady Obwodowej w Chersoniu. Od 27 września 1952 do 27 września 1961 członek KC KP(b)U/KPU, od 30 września 1961 do 17 marca 1971 zastępca członka KC KPU, od stycznia 1963 do grudnia 1964 I sekretarz Wiejskiego Komitetu Obwodowego KPU w Mikołajowie, 1965–1967 przewodniczący Komitetu Wykonawczego Rady Obwodowej w Mikołajowie, od 1968 wykładowca Chersońskiego Instytutu Rolniczego, następnie na emeryturze.

## Odznaczenia
- Order Lenina
- Order Czerwonego Sztandaru Pracy
- Order Wojny Ojczyźnianej I klasy
- Order Wojny Ojczyźnianej II klasy

I medale.